# (6562) Takoyaki
(6562) Takoyaki (1991 VR3) – planetoida z pasa głównego asteroid okrążająca Słońce w ciągu 3,41 lat w średniej odległości 2,26 j.a. Odkryta 9 listopada 1991 roku.